# Leineschloss

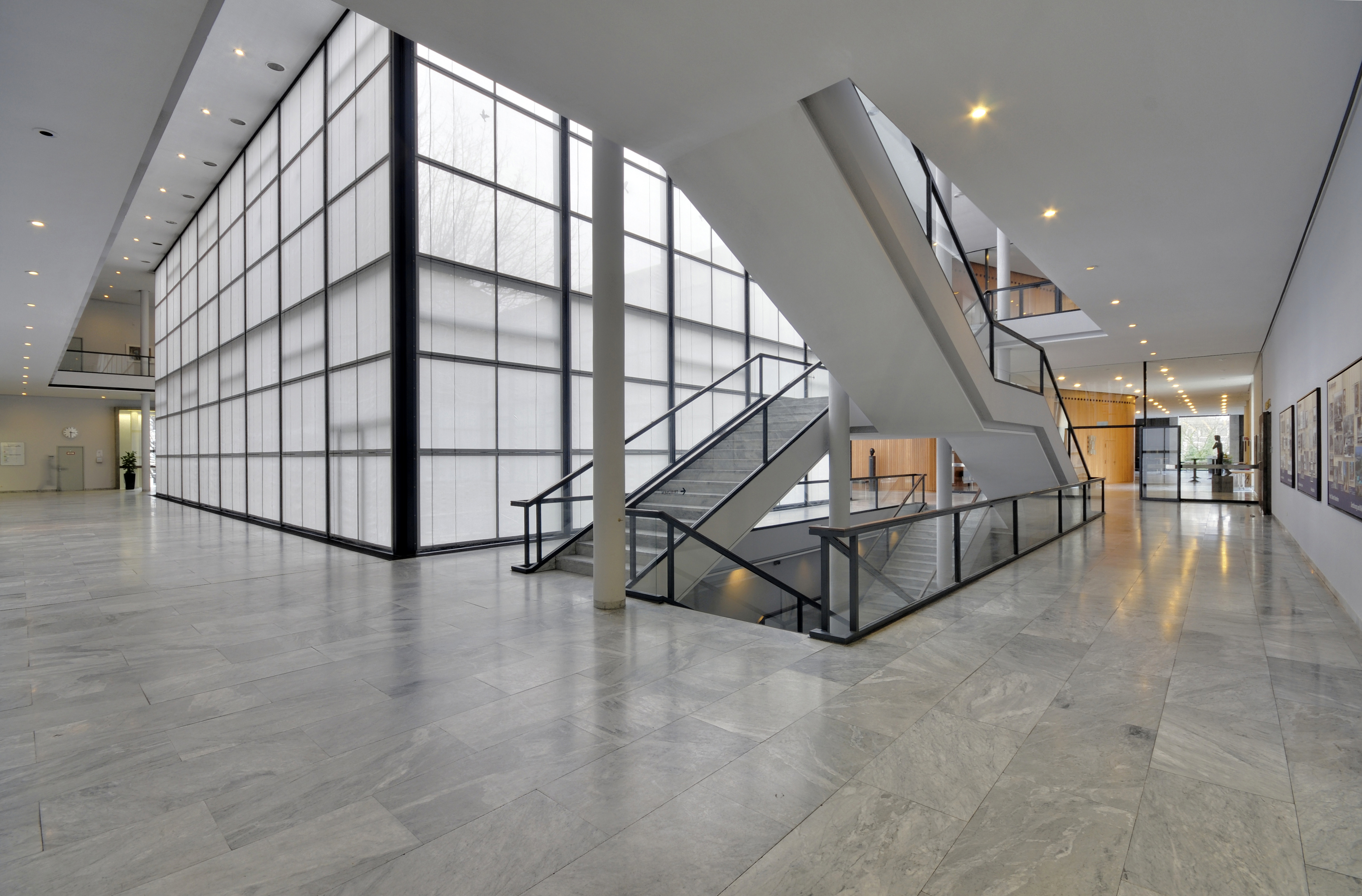
Escalera

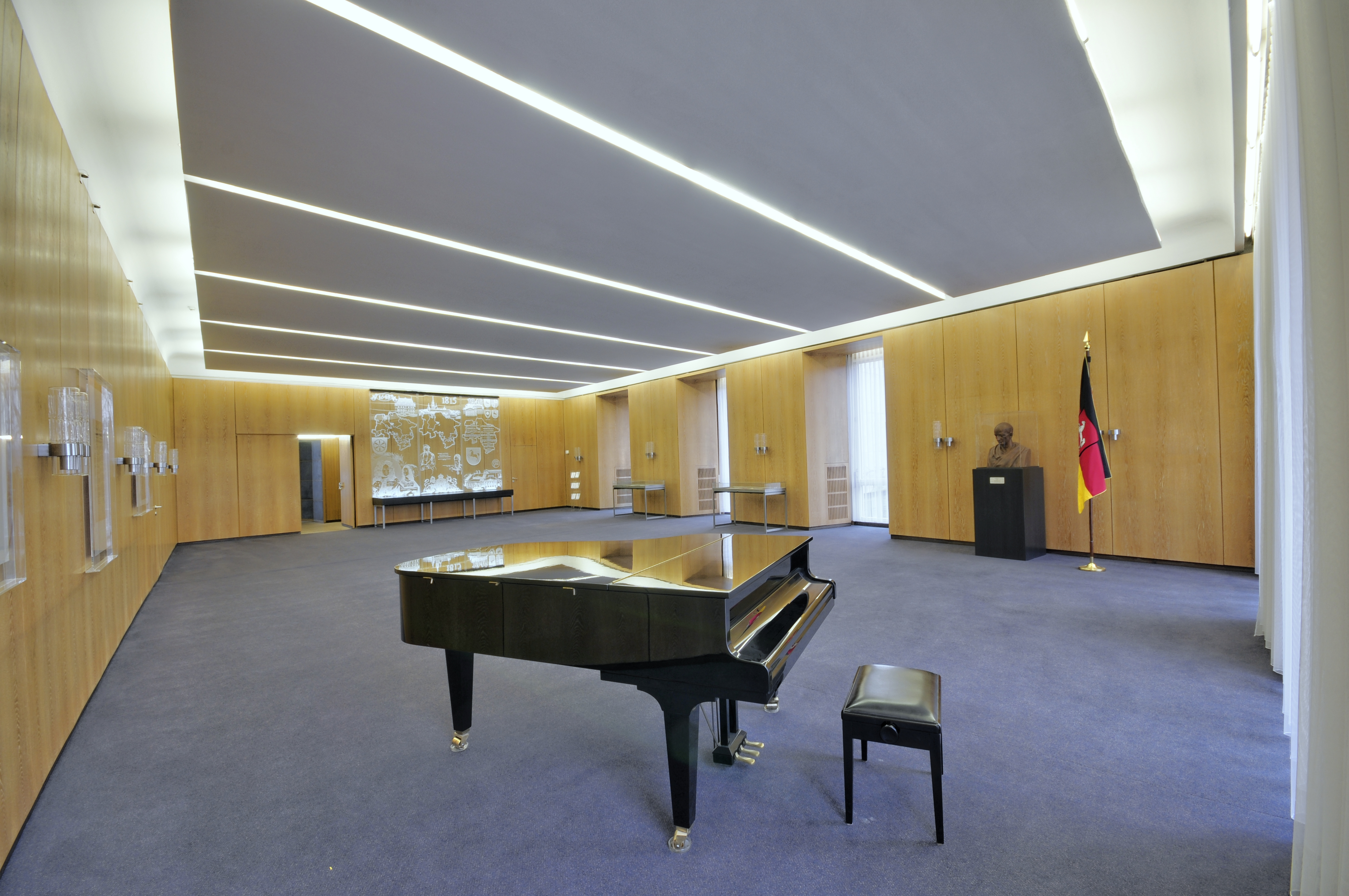
Leibnitzsaal

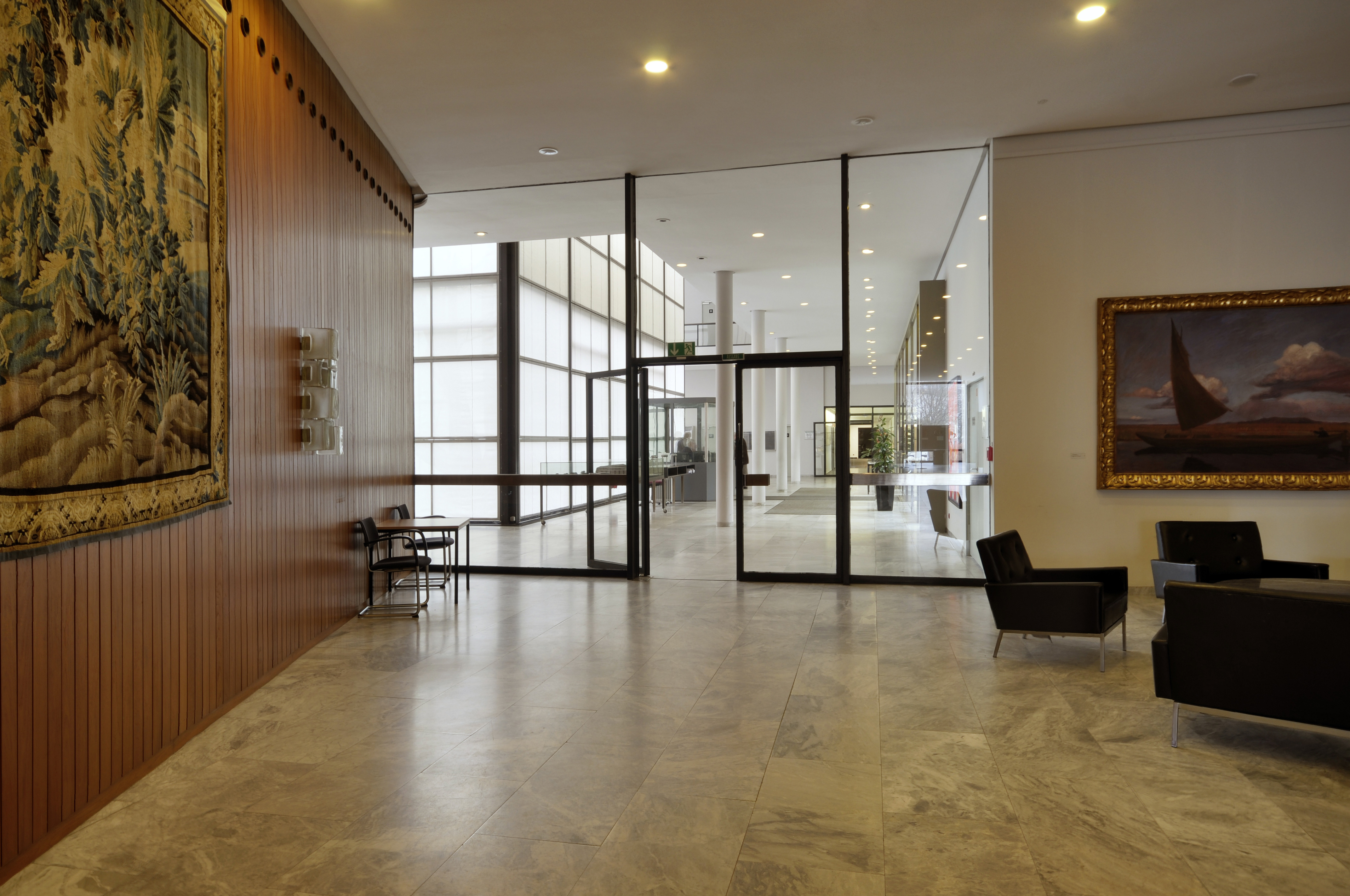
Vista de la entrada

El Leineschloss (palacio del Leine) de Hannóver es un palacio clasicista de Hanóver, desde 1962 sede del Parlamento Regional Bajo Sajón.
El primer edificio fue construido en 1637 a orillas del río Leine. Este edificio ha tenido una historia muy compleja, ha sido destruido y reconstruido varias veces, la última tras la Segunda Guerra Mundial. Fue residencia de los reyes del reino de Hanóver.

## Historia

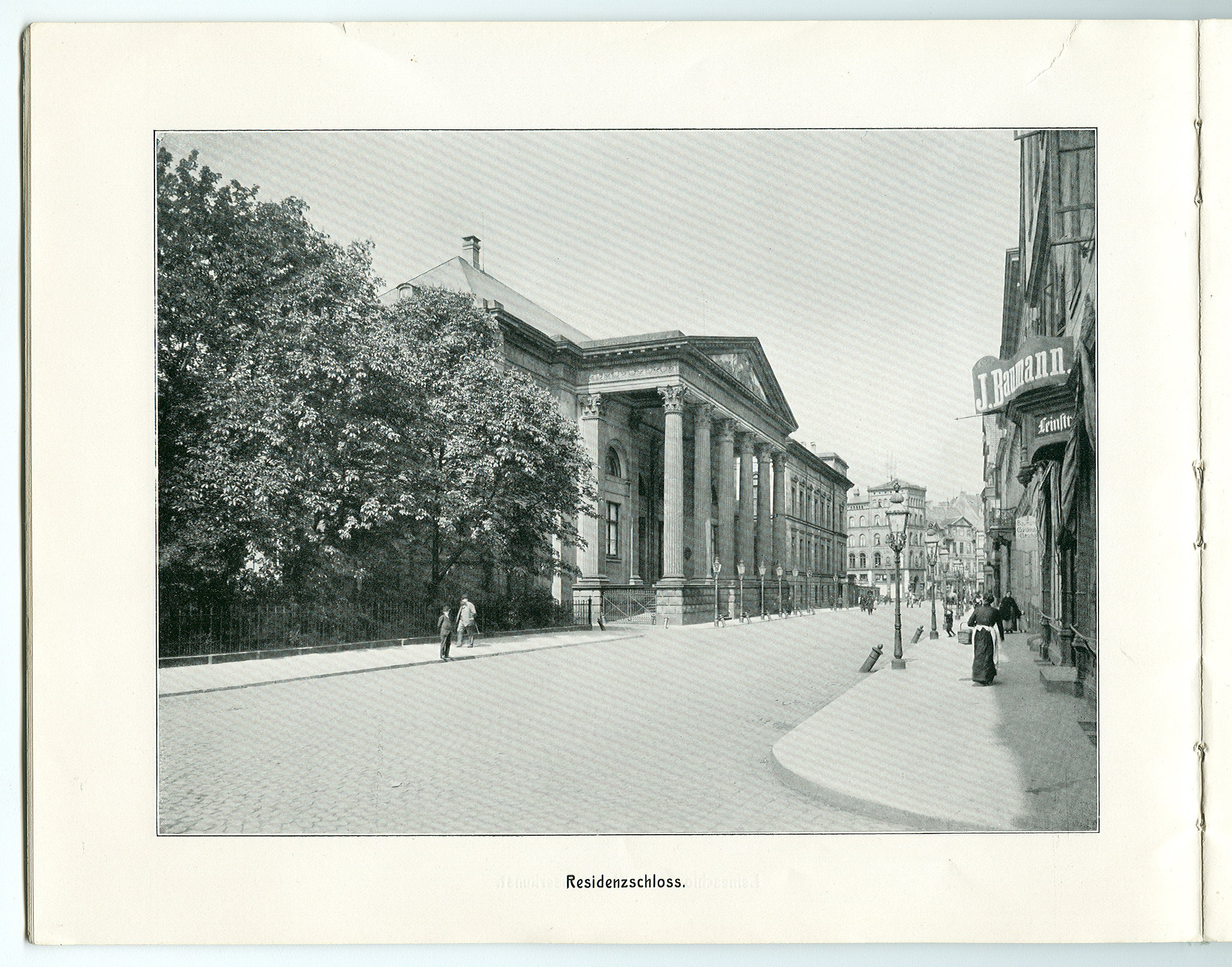
Entrada al palacio en 1900, foto de Karl Friedrich Wunder

La historia del palacio se remonta a un convento franciscano fundado hacia 1300 en un lugar llamado Münchehof, a orillas del río Leine y dentro del perímetro amurallado. Fue secularizado en 1533 durante la Reforma protestante. El palacio se construyó a partir de 1637 a instancias del duque Jorge de Brunswick-Luneburgo sobre los cimientos del convento, a resultas de la partición hereditaria de 1635, en la que él eligió a Hannover como residencia.

### Primera fase
Al transformar el convento en un palacio, solamente quedó en pie la iglesia, que fue consagrada en 1642. El palacio era un edificio con un entramado de madera, bastante modesto por las penurias económicas a consecuencia de la guerra de los Treinta Años.

### Transformaciones posteriores

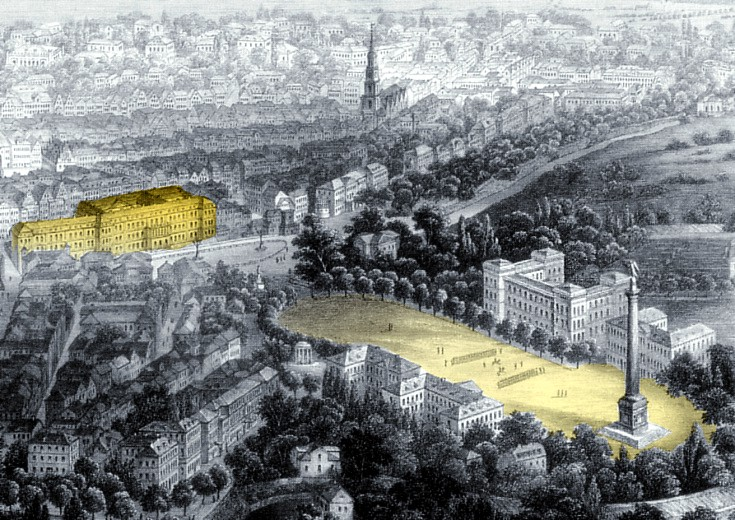
El palacio de Leine a la izquierda y la plaza de Waterloo enfrente hacia 1850

El palacio se encontraba dentro del casco urbano a base de casas poco representativas. El Príncipe Elector Ernesto Augusto de Brunswick-Luneburgo mandó derribar en 1680 unas 40 casas en la orilla de enfrente para disponer de espacio abierto delante de su residencia. En 1690 hizo construir un edificio de madera para representar óperas (donde hoy se encuentra la sala plenaria del parlamento), con 1300 asientos y una decoración de las mejores de Europa. Sofia del Palatinado, quien fue la presunta heredera de Ana de Gran Bretaña fue enterrada aquí en 1714 El Príncipe Elector Jorge Luis, futuro rey Jorge I de Gran Bretaña, que desde 1714 residía mayormente en Londres, contribuyó a aumentar la suntuosidad del palacio, que recibió la visita de conocidas personalidades, como Georg Friedrich Händel para dirigir conciertos, el zar Pedro el Grande de Rusia, el Príncipe Eugenio de Saboya de Austria y el Duque de Marlborough de Inglaterra.

### Último edificio

Plano de la ciudad por Georg Ludwig Friedrich Laves, 1826

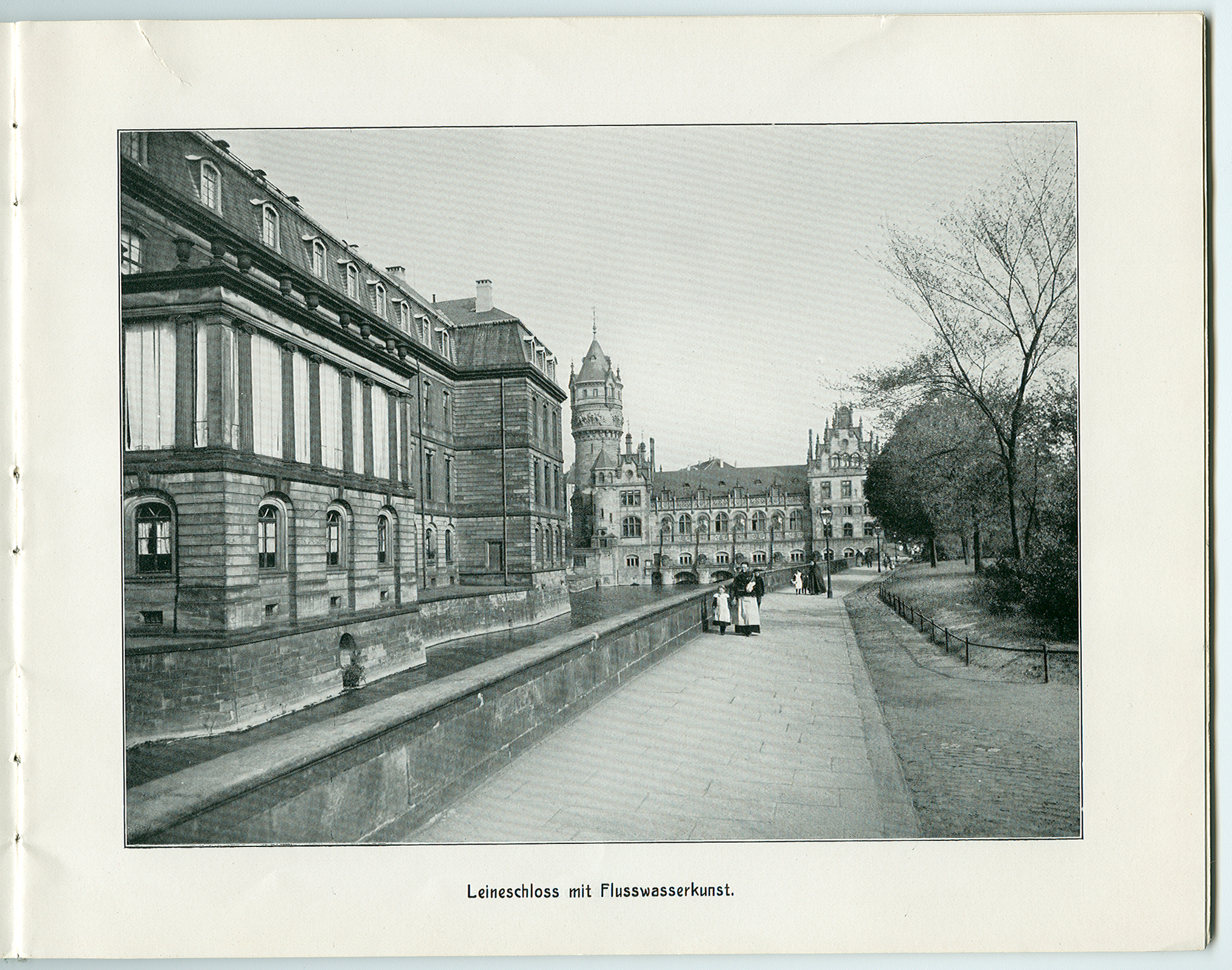
Links der 1840 von Laves angebaute Wintergarten. In der Bildmitte die 1896-98 von Hubert Stier erbaute, 1963 abgerissene Flusswasserkunst.

Los cambios estructurales de la quinta fase de construcción se deben a la influencia del arquitecto de la corte Georg Ludwig Friedrich Laves. Fue enviado al Congreso de Viena como representante del reino de Hanóver. Laves reconstruyó el palacio entre 1816 y 1844 en estilo clasicista. La fachada que da al río Leine, con sus tres pisos y el tejado en mansarda es de estilo más bien barroco. El gran pórtico de la fachada principal es clásico, con seis columnas corintias y un frontón triangular de poca profundidad, que aún lleva el emblema de la antigua familia real de Hanóver. Un componente especialmente diseñado por Laves era el invernadero para la reina Federica. 

### SigloXX
El 26 de julio de 1943, durante los bombardeos de Hanóver, 92 Boeing B-17 americanos bombardearon Hanóver. Lanzaron 25.000 bombas incendiarias en el centro de la ciudad, de las que alrededor de 100 impactaron en el Leineschloss, del que sólo quedaron las paredes exteriores. El incendio destruyó muchos de los tesoros del palacio, como el Salón de los Caballeros de 1688, de estilo barroco. También fue destruido el dormitorio del emperador, que lo había utilizado por última vez en 1889. Otra área valiosa eran el escritorio y el dormitorio de la emperatriz, la sala del trono y la sala de baile. El 8 de octubre de 1943 volvió a ser bombardeado.
Una sala del palacio lleva el nombre de Gottfried Leibniz, ciudadano de Hanóver y que vivió en el palacio durante 12 años.
En 2007 se instaló junto a la entrada principal un monumento al poeta y profesor universitario August Heinrich Hoffmann von Fallersleben. Se trata de un arco con sus versos, bajo el cual se encuentra un relieve en bronce del poeta, obra de Siegfried Neuenhausen.
Desde hace años existen planos del arquitecto Dieter Osterlen para modernizar y ampliar la sala. Se convocaron dos concursos para este propósito. Actualmente hay una fuerte controversia debido a que el Parlamento Regional Bajo Sajón ha aprobado la demolición de partes protegidas del edificio para hacer sitio a la ampliación.

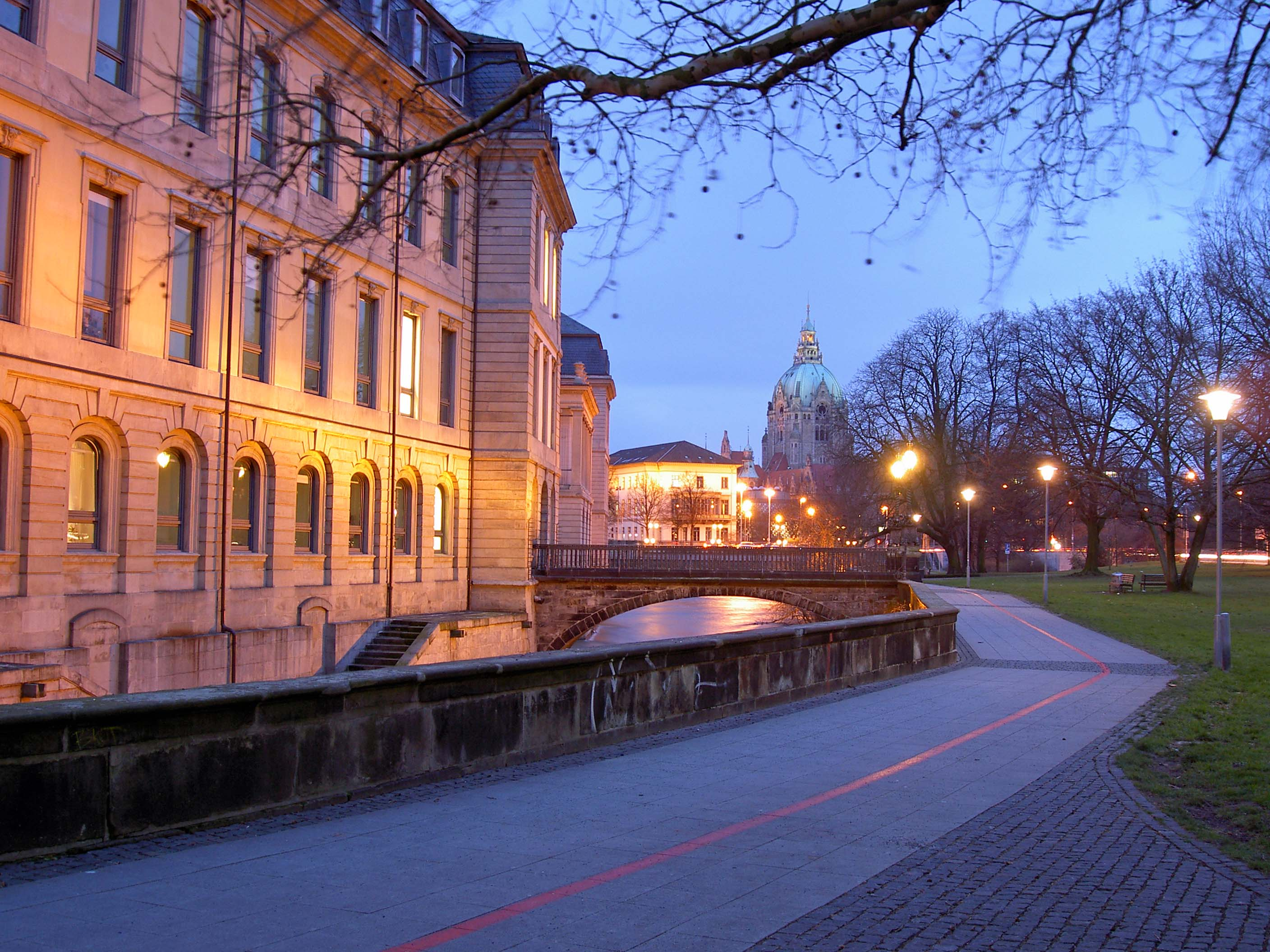
Fachada trasera, vista desde la turística Línea Roja
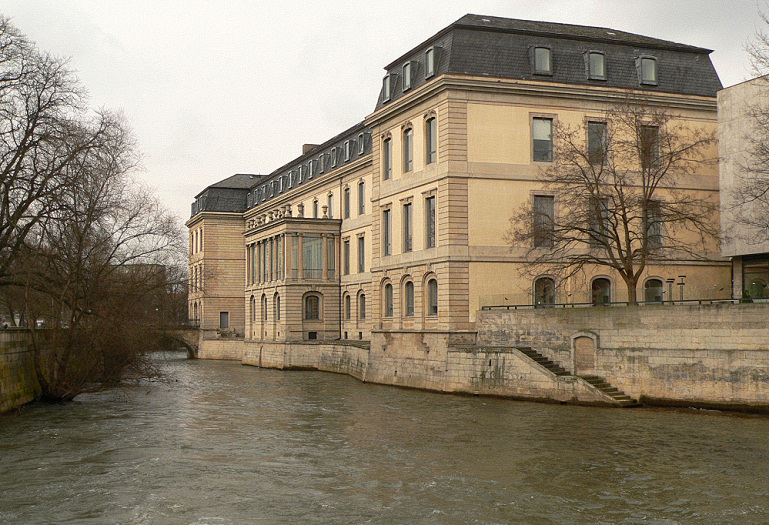
Fachada trasera, con el río Leine

## Parlamento

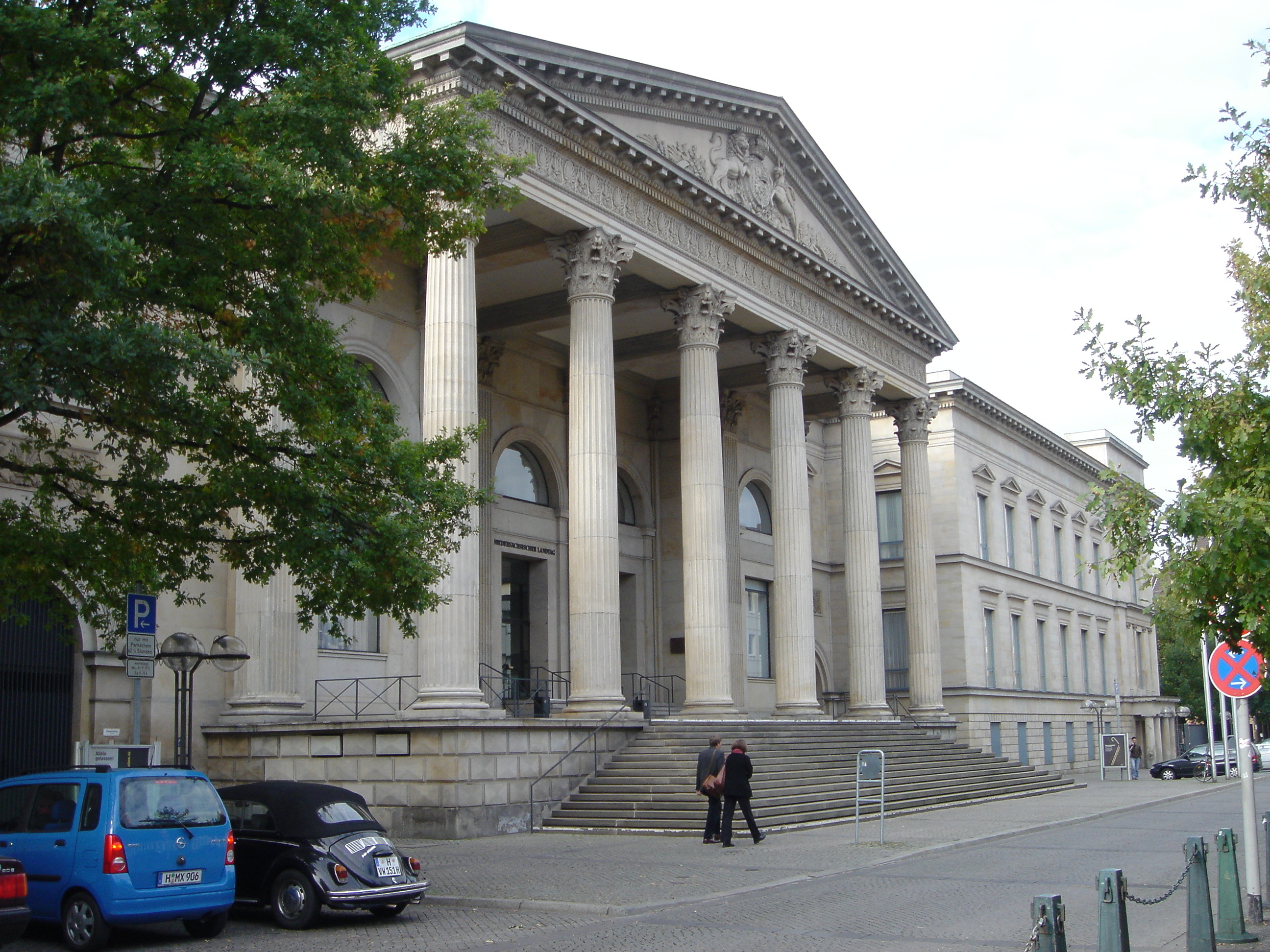
Leineschloss (palacio del Leine) Hannóver, Alemania

Desde 1962 el Parlamento Regional Bajo Sajón (Landtag) tiene su sede en el palacio. Ya en 1948 el arquitecto Rudolf Hillebrecht propuso utilizar el edificio para este fin. La razón era crear un distrito gubernamental, con los ministerios alrededor de la Plaza de Waterloo. Desde una perspectiva urbana se trata de un solo diseño, debido a la proximidad espacial entre Gobierno y Parlamento. El hecho decisivo era la proximidad al centro histórico de Hanóver.
En 1949 la ciudad de Hanóver perdió el derecho a utilizar el palacio, en beneficio del Parlamento. Fue en 1956 cuando se decidió reconstituir la Asamblea en el Leineschloss. Hasta la reconstrucción de 1957-1962, el edificio se encontraba en ruinas. Se construyó una sala de plenos en la sala de ópera del palacio. Hasta el fin de las obras, entre 1947 y 1962 el parlamento se reunía en el Hannover Congress Zentrum.